# Neurotettix bifurcatus
Neurotettix bifurcatus är en insektsart som beskrevs av Cai och Shen 1999. Neurotettix bifurcatus ingår i släktet Neurotettix och familjen dvärgstritar. Inga underarter finns listade i Catalogue of Life.